# 高津春繁
高津 春繁（こうづ はるしげ、1908年1月19日 - 1973年5月4日）は、日本の言語学者、比較言語学研究者、古代ギリシア文学研究者。学位は、文学博士（東京大学）。東京大学名誉教授。
東京大学文学部教授、武蔵大学人文学部教授、人文学部長（初代）を歴任。

## 経歴
- 1908年 - 兵庫県神戸市に生まれる。（叔父も西洋古典学者・言語学者の田中秀央）
- 神戸一中、第六高等学校を経て、東京帝国大学に入学。
- 1930年 - 東京帝国大学文学部言語学科卒業（卒業論文：「ソフォクレスにおけるsubjunctive mood」）
- 1930年 - 1934年 オックスフォード大学ベリオール・カレッジに留学、ギリシア語とサンスクリット語の比較言語学を研究する。
- 1934年 - Diploma of Comparative Philology of Greek and Sanscrit
- 1934年 - 帰国
- 1938年 - 東京帝国大学助手
- 1942年 - 同大学 講師
- 1946年 - 学位論文「アルカディア方言の研究」で東京大学より文学博士の学位を受ける。
- 1948年 - 東京大学助教授
- 1951年 - 同大学教授（言語学科第二講座担当）
- 1965年～73年（没時まで） - 日本西洋古典学会委員長（第3代）
- 1968年 - 同大学退官（3月）
- 1968年 - 武蔵大学教授 人文学部長（4月）
- 1968年 - 東京大学名誉教授（5月）
- 1971年 - 『還暦記念論文集 言語の系統と歴史』（服部四郎編、岩波書店刊）
- 1973年 - 5月4日午前8時55分、がん性肋膜炎のため東京港区虎ノ門病院で死去。告別式：杉並区永福にある築地本願寺和田堀廟所で、武蔵大学人文学部と合同葬で行った。喪主は久美子夫人。

## 研究活動
高津はオックスフォード留学から帰国後まもなく、東京帝国大学（東京大学）においてそれまで福島直四郎（後に改名し辻直四郎）が担当していた印欧語比較文法の講義を始めた。そしてその成果が初めて公にされたのが「印欧語母音変化と Laryngales の発見」（『言語研究』第3号、1939年）である。これは、近代言語学の祖とも言われるフェルディナン・ド・ソシュールが1878年に提唱し、当時は一般には受け入れられなかった印欧比較文法における Laryngales（喉音）理論を詳論したものである。1939年3月脱稿でありながら、その前年に欧州で発行された専門書・雑誌をも充分に活用・言及している。上記の喉音理論は、提唱者のソシュールの死後、学会の認めるところとなる訳だが、高津は自らの論文を以下の言葉で終えている。「……私は未だ壮年にして逝った彼に今二三十年の生を与えて、ヒッタイト語の発見・解読を体験せしめ、若き日の理論の確認と発展を自らなすを得さしめたかったと思ふのである……今更の様に此の偉大なる印欧比較文法学者への追慕の念の切なるを覚える」（一部漢字を新字体に変更）。
高津の研究は、大きく分けて、1）印欧語比較文法、2）古代ギリシア語、3）翻訳、4）その他（文学史、啓蒙書等）に分類できる。

### 印欧語比較文法
著作『印欧語比較文法』で、音韻論・形態論のみに止まらず、統語論および印欧諸語の近親関係まで説き及ぶ比較文法を論じている。
高津は、学風としてはフェルディナン・ド・ソシュールのパリでの後継者であるアントワーヌ・メイエに傾注していたようであるが、その主著 Introduction à l’étude comparative des langues indoeuropéennes は、「今まで出たこの種の概説中最も秀れたもの」と評価しながらも、「余によく整理されているため、本書によっては印欧語比較文法の未解決不明の点を知ることがむずかしい」としている。

### 古代ギリシア語
高津の古代ギリシア語の成果は、『アルカディア方言の研究』と『ギリシア語文法』に集大成されている。名詞と動詞の語形変化と、単純な文章だけを羅列する語学書ではなく、各語の方言形の説明のために歴史的発展をも詳述する。また、シンタックスに挙げられた例文は、高津みずからが古典作品から選びぬいたもので、「話者の気持とも称すべきものを併せて説明しようと試みた（「はしがき」より）」ものである。

### 翻訳
翻訳・校訂注解は、古代ギリシアのホメロス『イリアス』、『オデッセイア』から、古代ローマのラテン語作家まで数多く行っている。

### 文学史ほか
高津の専門である古代ギリシア文学関係の著書などもこれに分類でき、『ギリシア民族と文化の成立』のような専門書から、一般読者を念頭に置いた数多くの概説・解説書までを出版した。

## 逸話
1. 高津は非常に探偵小説が好きであった。ある時作家大岡昇平が高津家に訪れ、「読んでばかりいないであなた自身も何か書きなさい」と言われた。
2. また読むのも速く、「京都へ行くと英語の探偵小説が片道に1冊ずつ要るからね」と言っていた。
  - いずれも柳沼重剛 『語学者の散歩道』研究社（新版は岩波現代文庫）より
3. 高津は最期の病床にあっても英語の探偵小説を読み続け、久美子夫人が「買ってきてもすぐ読んでしまう」とこぼす程であった。 （風間喜代三の追悼文、月刊『言語』1973年7月号、大修館書店）
4. 千野栄一『外国語上達法』（岩波新書, 1986年） P.3 に、「古代ギリシャ語の先生だと思っていた方が三百頁もあるロシア語の本を三日ほどで読みこなして、『ねえ、君、一八六頁の例文おかしいね』とかいわれると、その本を読むだけでも一カ月は必死だったが、やっと読み上げてその先生のところへ顔を出すと、『あれねえ、この方がもっと面白いよ』と、別の本を差し出されるのである」という一節があるが、この「先生」が高津春繁である。
5. 前出、千野栄一の著作では、古代ギリシャ語（同著では「古典ギリシャ語」と表記）に関して、以下のようなエピソードも紹介されている。

アドルフ・ケーギ（スイスの古代ギリシャ語学者）の手になる二十数冊のギリシャ語練習問題集について、千野の恩師S先生の説明によれば、「『〔高津〕先生はそれをあげたそうだよ』とのことであった」（「あげた」に傍点）。なお、同著によればケーギの文法書には「簡約」版と「原典」版があり、原典には「二十数冊の練習問題がついているそうである」と千野は書いている（これもS先生からの伝聞。ただし、ドイツ語版WikipediaのAdolf Kaegiの「著作」の項では、簡約版文法は挙げられているものの、原典版とみなしうる文法書も二十数冊の練習問題集も見当たらない）。これは「紙に書かれた断片を見ても、すぐこれがサッフォーのギリシャ語か、ルキアヌスのものか、プラトンのものか分かるようになる」レベル、と記されている。 （同著、P.93）

## 著書一覧
- 1942年：『比較言語学』河出書房〈文科科学叢書 第19〉。
  - 『比較言語学』岩波書店〈岩波全書122〉、1950年。
  - 『比較言語学入門』（岩波文庫（解説風間喜代三）、1992年）、ISBN 4003367618
- 1946年：『古典ギリシャ』筑摩書房。
  - 『古典ギリシア』筑摩書房〈筑摩叢書19〉、1964年。新装復刊 1985年。ISBN 448001019X
  - 『古典ギリシア』（講談社学術文庫、2006年）※。ISBN 4061597973
- 1949年：『アテナイ人の生活』弘文堂〈アテネ文庫59〉。
- 1949年：『古代ギリシア文学史 上巻』要書房。
- 1950年：『ギリシア民族と文化の成立』岩波書店。
- 1951年：『基礎ギリシア語文法 文法篇』要書房。
  - 『基礎ギリシア語文法 文法篇』（4版）北星堂書店、1958年。
- 1952年：『古代ギリシア文学史』岩波書店〈岩波全書 167〉。
  - 『古代ギリシア文学史』（改版）岩波書店〈岩波全書 167〉、1977年。
  - 『古代ギリシア文学史』（新版）岩波書店〈岩波全書セレクション〉、2008年。ISBN 4000218948。
- 1954年：『アルカディア方言の研究』（1946年の学位論文訂正版）岩波書店。
- 1954年：『印欧語比較文法』岩波書店〈岩波全書〉。
  - 『印欧語比較文法』岩波書店〈岩波全書セレクション〉、2005年。ISBN 4000218816。
    - 『印欧語比較文法』（上記のオンデマンド版）岩波書店、2019年。
- 1956年：『ギリシアの詩』岩波書店〈岩波新書 238〉。新装復刊1992年。ISBN 4004140455
- 1957年：『言語学概論』有精堂。
- 1960年：『ギリシア語文法』岩波書店。
  - 『ギリシア語文法』岩波書店、1967年、復刊1995年 、2006年。ISBN 4000003429。
    - 『ギリシア語文法』（岩波オンデマンド版）岩波書店、2015年。ISBN 4007302936。
- 1960年：ギリシア・ローマ神話辞典（岩波書店） ISBN 4000800132　新版2007年、岩波オンデマンド版、2018年
- 1963年：ギリシア・ローマ古典文学案内（斎藤忍随共著、別冊岩波文庫）、改版1992年
- 1964年：古代文字の解読（関根正雄共著、岩波書店／講談社学術文庫、2024年）※
- 1965年：ギリシア神話（岩波新書）※
- 1965年：ギリシア人の心（講談社現代新書）
- 1966年：ホメーロスの英雄叙事詩（岩波新書）
- 1967年：ギリシア・ローマの文学（世界の文学史1：明治書院）
  - 『ギリシア・ローマの文学』（講談社学術文庫、2023年）※
- 1975年：ギリシア文学論集（筑摩書房）- 遺著・巻末に書誌、主に講演集

※は電子書籍も刊行

### 欧文著作・校注
- 1938年：Greek Studies I On the Dialect of Alkaman（岩波書店）
- 1938年：Greek Studies II A Study of the Instrumental Adverbs, Particles, & Conjunctions, those in -ά-, -η-, -ω-（岩波書店）
- 1950年：Vergilius Aeneis I 校注（岩波書店）
- 1950年：Homerus Illias I 校注（岩波書店）

### 翻訳
- 1941年：蜂（アリストパネース、弘文堂）、のち岩波文庫
- 1942年：擬曲（ヘーローンダース、生活社）、岩波文庫
- 1948年：ペレグリーノスの昇天（ルーキアーノス、東京堂）
- 1948年：喜劇役者ゼウス（ルーキアーノス、白水社）
- 1948年：ギリシャ神話（アポロドーロス、生活社）、岩波文庫（のち改版）※、同ワイド版
- 1949年：雲（アリストパネース、生活社）、岩波文庫、ちくま文庫
- 1950年：蛙（アリストパネース、岩波文庫）
- 1951年：女の平和（アリストパネース、岩波文庫） のち改版
新編「ギリシア喜劇 1・2」ちくま文庫（各・分担訳）
「アリストパネス傑作選 1・2」グーテンベルク21※（電子出版）
- 1952年：オイディプス王（ソフォクレス、熊崎雄二郎共訳、世界文学全集古典篇・河出書房）
  - 単独で改訳、ちくま文庫「ギリシア悲劇Ⅱ ソフォクレス」ほか
- 1952年：ギリシア神話 西洋古典（大日本雄弁会講談社、高津久美子共訳著）、児童向け
  - 『ギリシア神話』 偕成社文庫、1979年
  - 『少年少女世界文学館1 ギリシア神話』 講談社、1988年、新版2010年
- 1953年：古代の書物（F.G.ケニオン、岩波新書） 復刊1991年
- 1955年：王子チャールズ（アンドリュー・ラング 高津久美子共訳、講談社）、児童向け
- 1956年：ギリシア神話（ピエール・グリマル、白水社 文庫クセジュ） 改版1992年
- 1956年：平和（アリストパネース、岩波文庫）
- 1959年：コロノスのオイディプス（ソポクレス「世界文学大系」ほか、筑摩書房）、岩波文庫、ちくま文庫
- 1960年：ヘカベー（エウリピデース「ギリシャ悲劇全集3」人文書院）
- 1961年：オデュッセイア（ホメーロス「世界文学大系1」 筑摩書房）
  - 別版「ホメーロス 世界古典文学全集1」、「ホメーロス 筑摩世界文学大系2」
- 1961年：遊女の対話 他三篇（ルーキアーノス、岩波文庫）
のち「本当の話　ルキアノス短篇集」（ちくま文庫、1989年、分担訳）- グーテンベルク21※で再刊
- 1963年：メーデイア、（エウリピデース）、女だけの祭り（アリストパネース）、新潮社「ギリシア劇集」
- 1964年：テーバイ攻の七将（アイスキュロス「世界古典文学全集8」筑摩書房）、岩波文庫、ちくま文庫
- 1966年：別訳版「世界文学全集 1 ギリシア劇」筑摩書房、「世界文学全集1 ギリシア演劇集」河出書房新社
- 1969年：イーリアス（ホメーロス、筑摩書房）

## 論文ほか
- 1939年 : φαεσίμβροτος（「言語研究1」）
- 1939年 : 印欧語母音変化の研究と Laryngales（「言語研究3」）
- 1941年 : ギリシャ合唱隊の発達（「言語研究7・8」）
- 1941年 : 印欧比較文法に於ける共通基語再建の可能性に就いて（「言語研究9・10・11」）
- 1950年 : Origin of the Ionias（「言語研究15」）
- 1950年 : -λϝ-, -ρϝ-, νϝ-, -ρσ- and the Compensatory Lengthening in Arcadian（「言語研究15・16」）
- 1951年 : Absorption of Arcadian into κοινή（「言語研究17・18」）
- 1952年 : 世界言語概説（上・下、研究社、市河三喜共編；「総論、ギリシャ語、ラテン語」3編を執筆）2000年に再版
- 1953年 : ギリシャ語のアスペクト（「言語研究22・23」）
- 1953年 : ホメーロスに於る「黒」を表す語彙について（「金田一京助古希記念論文集」、三省堂）
- 1955年 : ギリシャ散文の発達（「西洋古典学研究III」岩波書店）
- 1956年 : ミノア文字Bの解読（「西洋古典研究IV」岩波書店）
- 1956年 : 言語の構造と言語変化（「言語研究31」）
- 1960年 : ギリシア語文法（岩波書店 1995年に再版）
- 1960年 : ギリシャ悲劇の構造と上演形式（「ギリシャ悲劇全集1」人文書店）
- 1960年 : ソポクレスについて（「ギリシャ悲劇全集2」人文書店）
- 1963年 : 気の長い話（「言語生活」筑摩書房）
- 1965年 : 言語（ギリシャ語）の資料収集の仕方（「学術月報」文部省）
- 1972年 : ギリシャ方言の発達（金田一博士米寿記念論集、三省堂）
- 1973年 : 「言語研究 高津春繁博士追悼号」（73年11月号、筑摩書房）
辻直四郎「故高津春繁君追悼の辞」、風間喜代三「故高津春繁先生略譜・主要論著目録」
　※創刊は1951年10月号、当初は国立国語研究所の編集。1988年3月号で休刊、通巻436号。